# Uli Stielike
Ulrich Stielike, mais conhecido como Uli Stielike, (Ketsch, 15 de novembro de 1954) é um ex-futebolista e atualmente treinador de futebol alemão.

## Carreira

### Carreira como Jogador
Stielike começou no SpVgg Ketsch, um clube da sua cidade natal, e foi contratado pelo Borussia Mönchengladbach..
Com o clube, ele conquistou os títulos da Bundesliga em 1975, 1976 e 1977, a Copa da UEFA em 1975 e ficou em segundo lugar na Liga dos Campeões em 1977. Em cinco temporadas, ele acumulou 109 jogos da Bundesliga.
Antes da temporada de 1977-78, Stielike mudou-se para o Real Madrid para se tornar um ídolo dos torcedores em seus oito anos no clube. 
As suas primeiras três temporadas no Santiago Bernabéu terminaram com o clube sendo vencedor da La Liga. Em 1980 e 1982, ele fez parte do time vencedor da Copa del Rey, em 1985, ele acrescentou a Copa da Liga, e terminou seus anos em Madrid com o triunfo da Copa da UEFA do mesmo verão. Stielike foi eleito quatro vezes o melhor jogador estrangeiro da La Liga entre 1978 e 1981.
Em 1985, Stielike se transferiu ao Neuchâtel Xamax e ganhou dois troféus da Superliga Suíça em 1987 e 1988 com o clube. Stielike se aposentou em 1988.

### Na Seleção
Stielike fez 42 jogos pela Seleção Alemã entre 1975 e 1984, com o qual conquistou o Campeonato Europeu de Futebol de 1980 e a medalha de vice na Copa do Mundo de 1982. Quando ele começou, se tinha esperança de que ele pudesse ser o sucessor ideal do lendário Franz Beckenbauer.
Stielike não jogou pelo seu país na Copa do Mundo de 1978, depois que a Federação Alemã de Futebol, sob o comando de Hermann Neuberger, decidiu temporariamente obrigar seus treinadores a não selecionar jogadores que jogassem futebol fora da Bundesliga, Stielike ficou de fora por jogar no Real Madrid.
Stielike jogou na lendária partida da semifinal da Copa do Mundo de 1982 contra a França, que terminou em um empate 3-3, resultando em uma disputa de pênaltis que a França perdeu. A Alemanha Ocidental perdeu de 3 a 1 para a Itália na final da Copa do Mundo de 1982.
A última partida de Stielike pelo seu país aconteceu contra a Argentina (1–3) em setembro de 1984, no primeiro jogo de Beckenbauer como treinador na Alemanha Ocidental.

### Carreira como Treinador
Após sua aposentadoria como jogador, Stielike foi o técnico da Seleção Suíça de 1989 a 1991 como sucessor de Daniel Jeandupeux e antecessor de Roy Hodgson.
Entre 1994 e 1996, Stielike também teve passagens pelo Neuchâtel da Super Liga Suíça e o SV Waldhof Mannheim da 2. Bundesliga.
Em 1998, Stielike havia sido entrevistado por Egidius Braun, então presidente da Associação Alemã de Futebol, após a renúncia de Berti Vogts do cargo de técnico. Ele acreditava que Braun lhe ofereceria o cargo de ténico mas depois de mais conversas com Braun, ficou claro que lhe seria oferecido o cargo Auxiliar Técnico. Stielike aceitou e ficou no cargo de 9 de setembro de 1998 a 7 de maio de 2000. 

Pouco antes da Eurocopa de 2000, Stielike deixou o cargo de auxiliar devido a problemas com o técnico, Erich Ribbeck. Ele foi substituído por Horst Hrubesch para o torneio.

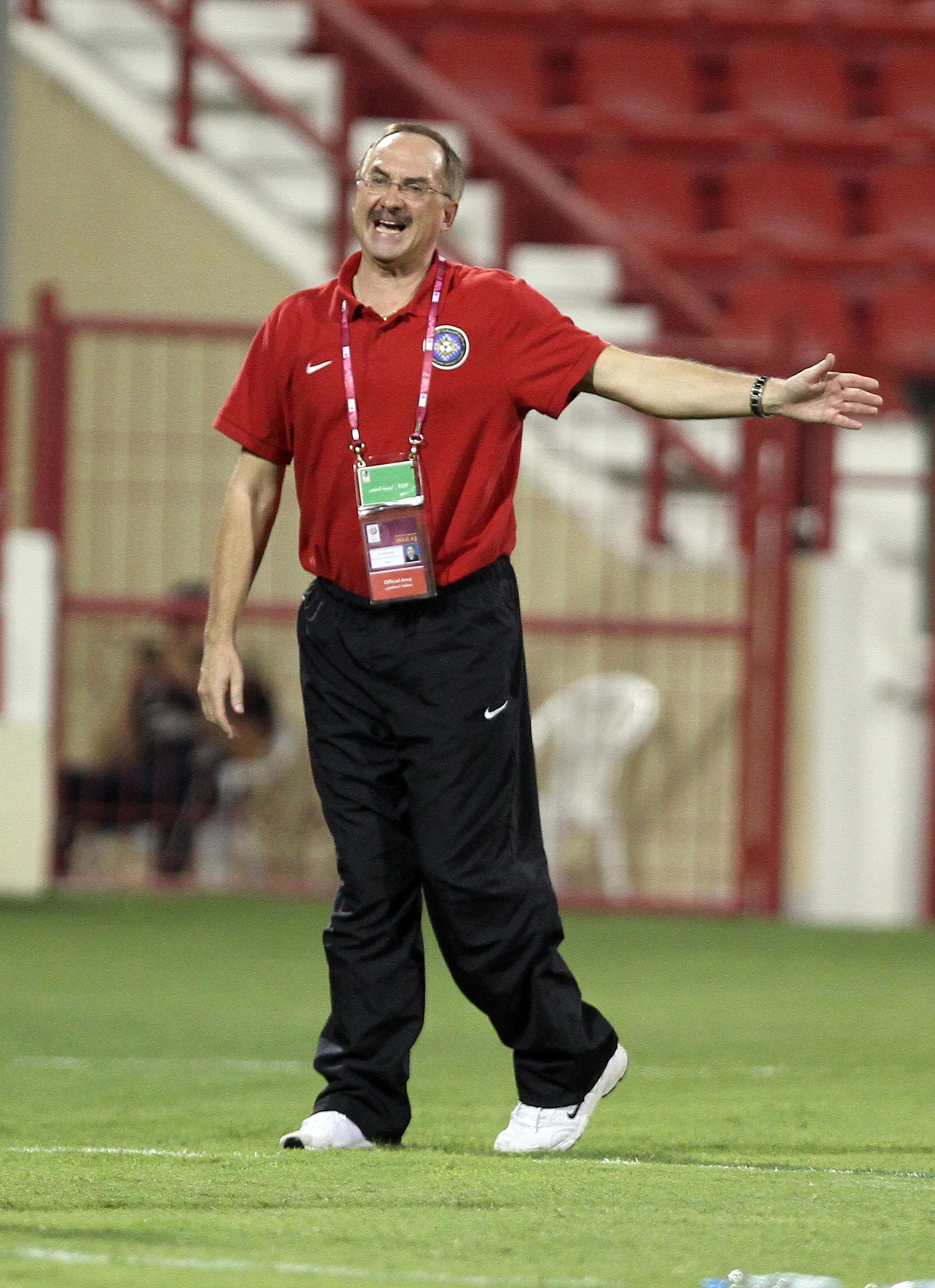
Steilike treinando o Umm Salal em 2012

Stielike passou quatro anos trabalhando na Seleção Sub-21 da Alemanha, ele também foi treinador da Seleção Sub-20 durante a Copa do Mundo FIFA Sub-20 de 2001 e da Copa do Mundo FIFA Sub-20 de 2003.
Em 14 de setembro de 2006, Stielike assumiu a Seleção Marfinense em sucessão ao francês Henri Michel, após a eliminação da equipe na Copa do Mundo de 2006. Stielike deixou o cargo de técnico do Les Éléphants em 7 de janeiro de 2008, devido a problemas de saúde do seu filho. 
Em 1 de fevereiro, seu filho, morreu após não receber um transplante de pulmão.
Em 31 de maio de 2008, ele concordou em treinar o suíço, FC Sion, mas foi demitido em 3 de novembro de 2008. 
Em 5 de janeiro de 2009, ele assinou um contrato com o Al-Arabi Sports Club.
Em 5 de setembro de 2014, Stielike foi nomeado como treinador da Seleção Sul-Coreana e assinou um contrato de quatro anos que duraria até a Copa do Mundo de 2018. Em seu primeiro jogo, a Coreia do Sul derrotou o Paraguai por 2-0 em um amistoso. Sua equipe começou a campanha na Copa da Ásia de 2015 com uma vitórias sobre Omã, Kuwait e os anfitriões, Austrália. A Coreia do Sul qualificou-se para a próxima e enfrentou o Uzbequistão. Embora o jogo tenha permanecido por 0-0 nos primeiros 90 minutos, dois gols de Son Heung Min na prorrogação ajudaram a Coréia do Sul a chegar às semifinais. 
A Coreia do Sul jogou nas semifinais contra o Iraque e venceu o jogo por 2-0. Na final, a Coréia do Sul enfrentou a Austrália e perdeu por 2 a 1, apesar da perda, a imagem pública da equipe, que foi danificada após a Copa do Mundo de 2014, foi restaurada. A equipe recebeu elogios por ter uma das linhas defensivas mais fortes do torneio, não sofrendo gols até a final.
A equipe de Stielike teve um bom começo nas eliminatórias para a Copa do Mundo de 2018, não tendo sofrido um único gol e vencido todos os seus oito jogos no Grupo G. No entanto, os jogos da terceira rodada do Grupo A não foram tão bons e eles foram objeto de críticas depois das derrotas para Irã e para a China (apenas sua segunda derrota para a China em 32 partidas). A derrota por 3 a 2 para o Catar, foi a terceira derrota da Coréia do Sul em seus oito primeiros jogos no Grupo A. Foi a primeira vez que a Coréia do Sul perdeu para o Catar em 32 anos. 
Essa série de resultados levou à demissão de Stielike pela KFA em 15 de junho de 2017.

## Títulos

### Como Jogador
Borussia Mönchengladbach
- Copa da Alemanha: 1973
- Campeonato Alemão: 1975, 1976, 1977
- Copa da UEFA: 1975

Real Madrid
- Campeonato Espanhol: 1978, 1979, 1980
- Copa da Espanha: 1980, 1982
- Copa da UEFA: 1985
- Supercopa da Espanha: 1985

Neuchâtel Xamax
- Campeonato Suíço: 1987, 1988
- Supercopa da Suíça: 1987

Alemanha
- Eurocopa: 1980

### Como Treinador
Al-Sailiya
- Qatargas League: 2011–12

Coréia do Sul
- EAFF East Asian Cup: 2015